# خوزه آنخل کرسپو
خوزه آنخل کرسپو (انگلیسی: José Ángel Crespo؛ زادهٔ ۹ فوریهٔ ۱۹۸۷) بازیکن فوتبال اهل اسپانیا است.
از باشگاه‌هایی که در آن بازی کرده‌است می‌توان به باشگاه فوتبال هلاس ورونا، باشگاه فوتبال راسینگ سانتاندر، باشگاه فوتبال رایو وایکانو، باشگاه فوتبال بولونیا، باشگاه فوتبال استون ویلا، باشگاه فوتبال پادوا، باشگاه فوتبال کوردوبا، و باشگاه فوتبال سویا اشاره کرد.
وی همچنین در تیم‌های ملی فوتبال زیر ۱۹ سال اسپانیا، زیر ۲۰ سال اسپانیا، و زیر ۲۱ سال اسپانیا بازی کرده‌است.